# Harlington Shereni
Harlington Shereni, né le 6 juillet 1975 à Chiredzi, est un footballeur international zimbabwéen jouant au poste de milieu défensif. 

## Biographie
Après trois saisons à l'En Avant de Guingamp, il s'engage le 27 juin 2007 avec le FC Nantes. Puis il prit sa retraite en 2010.

## Palmarès
- Finaliste de la Ligue des champions de la CAF avec le Dynamos FC, perdu contre l'ASEC Mimosas en 1998.
- Meilleur joueur de Ligue 2 du mois d'août 2007 avec le FC Nantes.